# Liste von Persönlichkeiten aus Kyōto
Diese Liste zählt Personen auf, die in der japanischen Stadt Kyōto geboren wurden oder längere Zeit vor Ort gewirkt haben.

## A
- Akashi Kakuichi (?–1371), buddhistischer Mönch
- Natsumi Akiyama (* 1994), Handballspielerin
- Kō Andō (1878–1963), Violinistin
- Yamazaki Ansai (1619–1682), Konfuzius-Gelehrter, Shintoist und Denker
- Aoki Mokubei (1767–1833), Töpfer und Maler
- Kada no Arimaro (1706–1751), Gelehrter und Waka-Poet in der mittleren Edo-Zeit
- Arisugawa Taruhito (1835–1895), General
- Yasuhiko Asaka (1887–1981), General
- Ashikaga Yoshimasa (1436–1490), Shōgun
- Ashikaga Yoshimitsu (1358–1408), Shōgun
- Atsuakira (994–1051), Mitglied der japanischen kaiserlichen Familie in der mittleren Heian-Zeit

## B
- Motohiko Ban (1905–1998), Skispringer
- Tetsurō Ban (* 1968), Dirigent
- Kumazawa Banzan (1619–1691), Konfuzianist
- Kurt Brasch (1907–1974), Kunstsammler

## C
- Uemae Chiyu (1920–2018), Maler

## D
- Kimiko Date (* 1970), Tennisspielerin
- Ken Domon (1909–1990), Fotograf
- Hisao Dōmoto (1928–2013), Maler
- Nakazawa Dōni (1725–1803), Lehrer und Verkünder der Shingaku-Lehre

## E
- Okuda Eisen (1753–1811), Töpfer
- Nishibori Eizaburō (1903–1989), Chemiker, Bergsteiger und Wissenschaftsorganisator
- Ejima Kiseki (1666/67–1735/36), Schriftsteller

## F
- Fabian (1568–nach 1620), Jesuitenpriester in der Azuchi-Momoyama- und frühen Edo-Zeit
- Raika Fujii (* 1974), Synchronschwimmerin
- Fujiwara no Michinaga (966–1028), Regent
- Fukuda Suikō (1895–1973), Maler
- Hiroshi Fushida (* 1946), Autorennfahrer
- Fushimi Sadanaru (1858–1923), Feldmarschall
- Fujiwara no Fuyutsugu (775–826), Politiker in der frühen Heian-Zeit

## G
- Shimazu Genzō (1869–1951), Erfinder und Industrieller

## H
- Kuriyagawa Hakuson (1880–1923), Literaturkritiker und Kenner der englischen Literatur
- Chisaki Hama (* 1988), Schauspielerin und Sängerin
- Hasegawa Tōhaku (1539–1610), Maler
- Masao Harada (1912–2000), Leichtathlet
- Hasegawa Toshiyuki (1891–1940), Maler
- Kōhei Hata (* 1935), Schriftsteller
- Hata Teruo (1887–1945), Maler
- Hattori Nankaku (1683–1759), Maler und Dichter
- Minori Hayakari (* 1972), Leichtathletin
- Chūshirō Hayashi (1920–2010), Astrophysiker
- Komao Hayashi (1936–2024), Puppenmacher
- Hayashi Razan (1583–1657), konfuzianischer Philosoph
- Kōichi Hashiratani (* 1961), Fußballspieler und -trainer
- Tetsuji Hashiratani (* 1964), Fußballspieler
- Hiroshi Hatano (* 1984), Fußballspieler
- Nao Hibino (* 1994), Tennisspielerin
- Toyotomi Hideyoshi (1537–1598), Feldherr und Politiker
- Naruhiko Higashikuni (1887–1990), Politiker
- Noriko Higuchi (* 1985), Leichtathletin
- Tachibana Higuchi (* 1975), Mangaka
- Hirai Baisen (1889–1969), Maler
- Ken Hirano (1907–1978), Schriftsteller und Literaturkritiker
- Hon’ami Kōetsu (1558–1637), Kalligraph und Töpfer
- Tasuku Honjo (* 1942), Immunologe
- Masao Horiba (1924–2015), Erfinder
- Kōha Horii (1897–1990), Maler
- Eiraku Hozen (1795–1854), Töpfer

## I
- Bunmei Ibuki (* 1938), Politiker
- Ikeda Kikunae (1864–1936), Chemiker
- Ike no Taiga (1723–1776), Maler
- Keizō Imai (* 1950), Fußballspieler
- Imao Keinen (1845–1924), Maler
- Inagaki Chūsei (1897–1922), Maler
- Inagaki Toshijirō (1902–1963), Maler
- Hisao Inagaki (1929–2021), Buddhologe und Autor
- Irie Hakō (1887–1948), Maler
- Ishikawa Goemon (?–1594), Räuber
- Itakura Seikō (1895–1964), Maler
- Jūzō Itami (1933–1997), Schauspieler und Filmregisseur
- Itō Hakudai (1896–1932), Maler
- Itō Jinsai (1627–1705), konfuzianischer Philosoph
- Jōichi Itō (* 1966), Unternehmer und Aktivist
- Iwakura Tomomi (1825–1883), Höfling und Politiker
- Mineko Iwasaki (* 1949), Geisha

## J
- Michio Jimbō (* 1951), Mathematiker
- Matsuoka Joan (1668–1746), Kräuterkundler und Naturforscher in der mittleren Edo-Zeit

## K
- Daisaku Kadokawa (* 1950), Politiker
- Tadaoto Kainoshō (1894–1978), Maler
- Fusako Kajiyama (* 1977), Fußballschiedsrichterin
- Kunishige Kamamoto (1944–2025), Fußballspieler und -trainer und Politiker
- Arashi Kanjūrō (1902–1980), Schauspieler und Regisseur
- Kanō Einō (1631–1697), Maler
- Kanō Mitsunobu (1565–1608), Maler
- Kanō Motonobu (1476–1559), Maler
- Kanō Naonobu (1607–1650), Maler
- Kanō Sadanobu (1597–1623), Maler
- Kanō Sanraku (1559–1635), Maler
- Kanō Tan’yū (1602–1674), Maler
- Tetsu Katsuda (1896–1980), Maler
- Miyu Katō (* 1994), Tennisspielerin
- Kawabata Gyokushō (1842–1913), Maler
- George Kawaguchi (1927–2003), Jazzmusiker
- Hajime Kawakami (1879–1946), Wirtschaftswissenschaftler
- Kazu no Miya (1846–1872), Schwester des Kaisers Kōmei und Frau des 14. Shogun Tokugawa Iemochi
- Rie Kibayashi (* 1989), Pianistin und Hochschullehrerin
- Tatsumi Kimishima (* 1950), Manager
- Kimura Shikō (1895–1976), Maler
- Kinoshita Jun’an (1621–1699), Konfuzianist
- Sachio Kinugasa (1947–2018), Baseballspieler
- Kitawaki Noboru (1901–1951), Maler
- Takai Kitō (1741–1789), Haiku-Poet aus der mittleren Edo-Zeit
- Kei Koito (* 1950), Organistin und Komponistin
- Yoshiaki Komai (* 1992), Fußballspieler
- Masakazu Konishi (1933–2020), Ethologe und Neurophysiologe
- Konoshima Ōkoku (1877–1938), Maler
- Kan’in Kotohito (1865–1945), Generalfeldmarschall
- Kumi Kōda (* 1982), Popsängerin
- Kōno Bairei (1844–1895), Maler
- Konoe Atsumaro (1863–1904), Politiker
- Konoe Nobutada (1565–1614), Kalligraf und Regent
- Kubota Beisen (1852–1906), Maler
- Kusumi Morikage (1620–1690), Maler
- Shibata Kyūō (1783–1839), Gelehrter

## M
- Hideki Maeda (* 1954), Fußballspieler
- Jun Maeda (1967–2006), Motorradrennfahrer
- Seiji Maehara (* 1962), Politiker
- Maekawa Sempan (1888–1960), Holzschnittkünstler
- Majima Rikō (1874–1962), Chemiker
- Matsumoto Makoto (1920–2005), Mathematiker und Spezialist für Finsler-Geometrie
- Maruyama Ōkyo (1733–1795), Maler
- Nagata Masaichi (1906–1985), Film-Unternehmer
- Yoshio Masui (* 1931), Zellbiologe
- Hisako Matsubara (* 1935), Schriftstellerin
- Nobuhiko Matsugi (1932–2016), Schriftsteller
- Yorikane Masumoto (* 1941), Politiker
- Matsugasaki Tsumunaga (1858–1921), Architekt
- Matsumura Goshun (1752–1811), Maler
- Matsumoto Ichiyō (1893–1952), Maler
- Teizō Matsumura (1929–2007), Komponist
- Matsunaga Teitoku (1571–1654), Gelehrter und Dichter
- Daisuke Matsui (* 1981), Fußballspieler
- Yoshiyuki Matsuyama (* 1966), Fußballspieler und -trainer
- Paul Miki (1565–1597), Missionar und Märtyrer
- Mikami Tsugio (1907–1987), Archäologe
- Shōnosuke Mikumo (1902–1982), Maler
- Minagawa Kien (1735–1807), Konfuzianist und Maler
- Minezaki Kōtō (18. Jahrhundert), Schauspieler
- misono (* 1984), Sängerin und Schauspielerin
- Karasumaru Mitsuhiro (1579–1638), Hofadeliger und Waka-Poet der Azuchi-Momoyama- und Edo-Zeit
- Fujitani Mitsuo (1768–1824), Waka-Poet und Kokugaku-Anhänger
- Daisuke Miyagawa (* 1972), Komiker, Schauspieler und Moderator
- Kazuo Miyagawa (1908–1999), Kameramann
- Satoko Miyahara (* 1998), Eiskunstläuferin
- Miyake Kōhaku (1893–1957), Maler
- Mochizuki Gyokusen (1692–1755), Maler
- Mokona (* 1968), Mangaka und Illustratorin
- Jōtō Mon’in (988–1074), Kaiserin in der Heian-Zeit
- Kenji Mori (* 1942), Jazzmusiker und Musikproduzent
- Minoru Mori (1934–2012), Unternehmer
- Shumei Mori (1892–1951), Maler
- Junkichi Mukai (1901–1995), Maler
- Haruki Murakami (* 1949), Schriftsteller
- Akira Murata (1921–2006), Unternehmer

## N
- Hiroyuki Nagato (1934–2011), Schauspieler
- Hiroko Nakajima (* 1948), Kalligrafin
- Nakamura Daizaburō (1898–1947), Maler
- Rimu Nakamura (* 2002), BMX-Freestyle-Fahrer
- Ikkō Nakatsuka (* 1965), Politiker
- Nakayama Yoshiko (1836–1907), Hofdame
- Watanabe Nangaku (1767–1838), Maler der späten Edo-Zeit
- Kusama Naokata (1753–1831), Geldwechsler und Händler der in der späten Edo-Zeit
- Hideo Nishiyama (1911–1989), Maler
- Suishō Nishiyama (1879–1958), Maler
- Nishimura Goun (1877–1938), Maler
- Kaori Nomura (* ≈1982), Pianistin
- Nonomura Ninsei (17. Jahrhundert), Töpfer

## O
- Tadao Oda (* 1940), Mathematiker
- Ogata Kenzan (1663–1743), Töpfer und Maler
- Ogata Kōrin (1658–1716), Maler und Lackkünstler
- Kōta Ogino (* 1997), Fußballspieler
- Heiichiro Ohyama (* 1947), Dirigent
- Okada Tamechika (1823–1864), Maler
- Okumura Kōichi (1904–1974), Maler
- Fumiko Okuno (* 1972), Synchronschwimmerin
- Ryō Orime (* 1982), Autorennfahrer
- Nagisa Ōshima (1932–2013), Filmregisseur und Drehbuchautor
- Ōta Kijirō (1883–1951), Maler
- Kōshō Ōtani (1911–2002), buddhistischer Mönch
- Ōtani Kōzui (1876–1948), buddhistischer Mönch

## P
- Bonnie Pink (* 1973), Sängerin

## R
- Kishi Renzan (1804–1859), Maler der Kishi-Schule
- Suminokura Ryōi (1554–1614), Unternehmer
- Ryōkei Shōsen (1602–1670), buddhistischer Mönch
- Nonoguchi Ryūho (1595–1669), Unternehmer und Haiku-Dichter

## S
- Keiji Sada (1926–1964), Schauspieler
- Yamanaka Sadao (1909–1938), Filmregisseur und Drehbuchautor
- Yutaka Sado (* 1961), Dirigent
- Takao Saitō (1929–2014), Kameramann
- Taizan Sakakibara (1892–1963), Maler
- Shihō Sakakibara (1887–1971), Maler
- Kuriyama Sempō (1671–1706), Historiker in der mittleren Edo-Zeit
- Sakuma Shōzan (1811–1864), Politiker und Physiker
- Sanjō Sanetomi (1837–1891), Hofadliger
- Kōka Satō (1897–1944), Maler
- Keita Satoh (* 2004), Langstreckenläufer
- Katsuzō Satomi (1895–1981), Maler
- Mitsuo Sawamoto (* 1951), Chemiker
- Salome Scheidegger (1987), Schweizer Pianistin
- Tsuda Seifū (1880–1978), Maler
- Miyake Sekian (1665–1730), konfuzianistischer Gelehrter in der mittleren Edo-Zeit
- Sen Sōshitsu XV. (1923–2025), Oberhaupt der japanischen Teezeremonie-Schule Ura-Senke
- Seishirō Shimatani (1938–2001), Fußballspieler und -trainer
- Osamu Shimomura (1928–2018), Biochemiker
- Fukumi Shimura (* 1924), Kunsthandwerkerin
- Ayano Shiomi (* 1999), Mittelstreckenläuferin
- Kokan Shiren (1278–1346), Zen-Priester
- Miwa Shissai (1669–1744), konfuzianistischer Gelehrter in der mittleren Edo-Zeit
- Shibukawa Shunkai (1639–1715), Astronom und Kalenderexperte
- Masazō Sono (1886–1969), Mathematiker
- Suda Kunitarō (1891–1961), Maler
- Sugawara no Takasue no Musume (1008–1057/1067), Dichterin
- Aya Sugimoto (* 1968), Sängerin, Model und Schauspielerin
- Nishikawa Sukenobu (1671–1750), Ukiyoe-Künstler
- Kiki Sukezane (* 1989), Schauspielerin und Kampfkünstlerin

## T
- Nakayama Tadamitsu (1845–1864), Hofadeliger und Gegner des Shogunats
- Masaharu Taguchi (1916–1982), Schwimmer
- Tomoyuki Taira (* 1959), Politiker
- Takako Takahashi (1932–2013), Schriftstellerin
- Takeda Kanryūsai (?–1867), Samurai
- Miho Takeda (* 1976), Synchronschwimmerin
- Yuji Takeoka (* 1946), Künstler und Bildhauer
- Kento Takeuchi (* 1987), Tennisspieler
- Takeuchi Seihō (1864–1942), Maler
- Takahiro Tamura (1928–2006), Schauspieler
- Hirokazu Tanaka (* 1957), Videospiel-Komponist
- Tawaraya Sōtatsu (16./17. Jahrhundert), Maler
- Yasuhara Teishitsu (1610–1673), Haiku-Dichter der frühen Edo-Zeit
- Nakamura Tekisai (1629–1703), Neo-Konfuzianist und Autor naturwissenschaftlicher Bücher in der frühen Edo-Zeit
- Shibuya Tengai (1906–1983), Komödiant und Stückeschreiber
- Shinobu Terajima (* 1972), Theater- und Filmschauspielerin
- Hans Bjarne Thomsen (* 1957), dänischer Kunsthistoriker
- Tomioka Tessai (1836–1924), Maler und Kalligraf
- Teshima Toan (1718–1786), Gelehrter der japanischen Moralphilosophie in der mittleren Edo-Zeit
- Itō Tōgai (1670–1736), Philosoph
- Sakata Tōjūrō I. (1647–1709), Kabuki-Darsteller
- Rinsai Tokuda (1880–1947), Maler
- Shinsen Tokuoka (1896–1972), Maler
- Tomii Masaaki (1858–1935), Rechtswissenschaftler
- Shin’ichirō Tomonaga (1906–1979), Physiker
- Itō Toshiyoshi (1840–1921), Seeoffizier der Kaiserlich Japanischen Marine
- Eiji Tsuburaya (1901–1970), Spezialeffektkünstler
- Ayano Tsuji (* 1978), Pop- und Folk-Sängerin
- Tsuji Kakō (1871–1931), Maler
- Kazuhiro Tsuji (* 1969), Maskenbildner
- Shidei Tsunamasa (1895–1945), Offizier

## U
- Ai Ueda (* 1983), Triathletin
- Uemura Shōen (1875–1949), Malerin
- Shōkō Uemura (1902–2001), Maler
- Ryūzaburō Umehara (1888–1986), Maler
- Utagawa Sadahide (1807–1878), Holzschnittkünstler

## W
- Emi Wada (1937–2021), Kostümbildnerin
- Kentarō Wada (* 1996), Fußballspieler
- Yoshi Wada (1943–2021), Musiker
- Shin’ichirō Watanabe (* 1965), Anime-Regisseur
- Risa Wataya (* 1984), Schriftstellerin

## Y
- Goki Yamada (* 2000), Fußballspieler
- Hisanari Yamada (1907–1987), Diplomat und Politiker
- Itsuki Yamada (* 1990), Fußballspieler
- Kōun Yamada (1878–1956), Maler
- Shinji Yamada (* 1994), Fußballspieler
- Seishi Yamaguchi (1901–1994), Dichter
- Reon Yamahara (* 1999), Fußballspieler
- Yamaguchi Soken (1759–1818), Maler
- Yamakawa Shūhō (1898–1944), Künstler
- Hiroshi Yamauchi (1927–2013), Unternehmer
- Kakeru Yamauchi (* 2002), Fußballspieler
- Yamawaki Tōyō (1706–1762), Maler
- Stomu Yamashta (* 1947), Komponist und Musiker
- Masakazu Yamazaki (1934–2020), Dramatiker, Literaturkritiker und Philosoph
- Yamazaki Susumu (1833–1868), Spion
- Yasui Sōtarō (1888–1955), Maler
- Yosano Tekkan (1873–1935), Schriftsteller
- Yoshida Kenkō (1283–1350), Dichter und buddhistischer Mönch
- Yoshida Mitsuyoshi (1598–1672), Mathematiker
- Tatsuo Yoshida (1932–1977), Mangaka
- Miyako no Yoshika (834–879), Hofadeliger, Gelehrter, Kenner der chinesischen Dichtung in der frühen Heian-Zeit
- Yoda Yoshikata (1909–1991), Drehbuchautor
- Yoshiko Yuasa (1896–1990), Slawistin und Übersetzerin
- Kozai Yoshinao (1865–1934), Agrarchemiker
- Mikiko Yoshioka (* 1964), Skeletonpilotin

## Z
- Hara Zaimei (1778–1844), Maler der Bakumatsu-Zeit